# ميورقة
مَيُورَقَة أو مايوركا هي أكبر جزر البليار التي تعد جزءًا من إسبانيا، وسابع أكبر جزيرة في البحر الأبيض المتوسط.
بالما هي عاصمة الجزيرة، وعاصمة منطقة الحكم الذاتي لجزر البليار في إسبانيا منذ عام 1983 أيضًا. ثمة جزيرتان صغيرتان قبالة سواحل ميورقة هما: كابريرا (جنوب شرق بالما) ودراغونيرا (غرب بالما). أما نشيد ميورقة الرسمي فهو «لا بالانغيرا».
تعد الجزيرة، إضافة إلى جزر البليار الأخرى: منورقة وإيبيزا وفورمينتيرا، وجهةً لقضاء العطلات وتحظى بشعبية كبيرة، خاصة بالنسبة للسياح من هولندا وألمانيا والمملكة المتحدة. يعد المطار الدولي، مطار ميورقة، أحد أكثر المطارات ازدحامًا في إسبانيا؛ إذ استخدمه 28 مليون مسافر في عام 2017، وتزايد استخدامه في الأعوام ما بين 2012 و2017.

## أصل التسمية
إن اسم الجزيرة مشتق من اللاتينية الكلاسيكية insula maior الذي يعني «الجزيرة الأكبر». أصبح هذا الاسم في وقتٍ لاحق، أي خلال لاتينية العصور الوسطى، Maiorca، «الأكبر»، بالمقارنة مع Menorca الذي يعني «الأصغر». ثم أجرى نساخو اللغة الكتالونية تصحيحًا مفرطًا ليصبح الاسم Mallorca، واعتُمد هذا الشكل لاحقًا بوصفه التهجئة القياسية للاسم.

## التاريخ

### مستوطنات ما قبل التاريخ
استوطن البشر في جزر البليار أول مرة خلال الألفية الثالثة، أي نحو 2500-2300 قبل الميلاد، وكان أول من استوطن المنطقة، شعوبٌ مرتبطة بحضارة بيل بيكر (حضارة القدور الجرسيّة) من شبه الجزيرة الأيبيرية أو جنوب فرنسا. أدى وصول البشر إلى تلك المنطقة إلى انقراضٍ سريع لأنواع الثدييات الأرضية الأصلية الثلاثة في ميورقة، وهي: نوع من الماعز-القزمي الوحشي والزغبة العملاقة والزبابة، وجميع هذه الأنواع كانت موجودة بشكل مستمر في ميورقة لأكثر من 5 مليون عام. تُسمى مستوطنات الجزيرة التي تعود إلى عصور ما قبل التاريخ باسم تاليوت. وقد أشاد سكان الجزر نصبًا حجرية من العصر البرونزي كجزء من ثقافتهم التاليوتية تلك.

### الفينيقيون، الرومان والعصور القديمة المتأخرة
وصل الفينيقيون، وهم شعبٌ من البحارة، من المشرق الأدنى (بلاد الشام)، نحو القرن الثامن قبل الميلاد وأنشأوا عديدًا من المستعمرات. أصبحت الجزيرة في النهاية تحت سيطرة قرطاج في شمال إفريقيا التي باتت المدينة الفينيقية الرئيسة. خسرت قرطاج جميع ممتلكاتها في الخارج بعد الحرب البونيقية الثانية واستولت عليها الإمبراطورية الرومانية.
احتل الرومان الجزيرة في عام 123 قبل الميلاد تحت حكم الجنرال كونتوس كايكيليوس ميتيلوس باليريكوس. وازدهرت ميورقة في ظل الحكم الروماني، فتأسست خلال هذه الفترة مدينتي بولينتيا (الكدية) وبالماريا (بالما). إضافةً إلى ذلك، كانت مدينة بوكوريس الشمالية التي يعود تاريخها إلى ما قبل العصر الروماني، مدينة اتحادية تتبع لروما. أنعشت كل من زراعة الزيتون والكرمة إضافة إلى استخراج الملح، الاقتصاد المحلي على نحوٍ كبير. وقُدِّر جنود ميورقة داخل الجحافل الرومانية لمهاراتهم في استخدام المقلاع (المقاليع البليارية).
استولى شعبا جوندريك والوندال على الجزيرة في عام 427. وحكم ملك الوندال، جنسريق، ابن جونديريك، ميورقة جاعلًا منها قاعدة لنهب المستوطنات حول البحر الأبيض المتوسط وسلبها، واستمر في ذلك حتى استعادة الحكم الروماني في عام 465.

### العصور الوسطى

#### العصور القديمة المتأخرة وأوائل العصور الوسطى
استعادت الإمبراطورية الرومانية الشرقية بقيادة أبوليناريوس، ميورقة من أيدي الوندال في عام 534. وقد ازدهرت المسيحية وبُنيت كنائس عدة في ظل الحكم الروماني.
تعرضت الجزيرة لهجمات متزايدة من مغيرين مسلمين من شمال أفريقيا منذ عام 707. فدفعت تلك الغزوات المتكررة سكان الجزر إلى طلب المساعدة من شارلمان.

#### ميورقة الإسلامية
غزا عصام الخولاني جزر البليار في عام 902، وأصبحت جزءًا من إمارة قرطبة. أعيد تشكيل بلدة بالما ووُسّعت وعُرفت باسم مدينة ميورقة. في وقتٍ لاحق، ومع وصول خلافة قرطبة إلى أوجها، حسّن المسلمون الزراعة من خلال الري وتطوير الصناعات المحلية.
انهارت الخلافة الأموية في عام 1015 وأصبحت ميورقة تحت حكم طائفة دانية، ومنذ عام 1087 وحتى عام 1114، كانت طائفة ميورقة مملكة مستقلة من ملوك الطوائف. زار الجزيرة في تلك الفترة ابن حزم الأندلسي. لكنّ حملة من البيزيين والكتالونيين بقيادة ريموند برانجيه الثالث، كونت برشلونة، اجتاحت الجزيرة بين عامي 1115-1114، وفرضت حصارًا على بالما مدة ثمانية أشهر. تراجع الغزاة بعد سقوط المدينة بسبب حدوث مشاكل في أراضيهم. واستُبدلوا بالمرابطين من شمال إفريقيا الذين حكموا حتى عام 1176. واستُبدل المرابطون بسلالة الموحدين حتى عام 1229. وكان أبو يحيى آخر زعيم مغاربي لميورقة.

#### ميورقة العصور الوسطى
في ظل الإشكالات والاضطرابات التي أعقبت ذلك، شنَّ الملك خايمي الأول، ملك أراغون والمعروف أيضًا باسم جيمس الفاتح، غزوًا على سانتا بونكا، ميورقة، في 9-8 سبتمبر من عام 1229 بقواتٍ كاتالونية تتكون من 15000 رجل و1500 حصان. دخلت قواته مدينة ميورقة في 31 ديسمبر من عام 1229. وفي عام 1230، ضم الجزيرة إلى تاج أراغون تحت اسم مملكة ميورقة.

### العصر الحديث
كان تاج أراغون في اتحادٍ سلالي مع تاج قشتالة منذ عام 1479. وغالبًا ما هاجم القراصنة البربر (الجهاد البحري الإسلامي) في شمال إفريقيا جزر البليار، وردًّا على ذلك، أشاد السكان أبراج مراقبة ساحلية وكنائس محصنة. وفي عام 1570، نظر الملك فيليب الثاني، ملك إسبانيا، مع مستشاريه في أمر إخلاء جزر البليار على نحو كامل.
أدت حرب الخلافة الإسبانية في أوائل القرن الثامن عشر، إلى استبدال اتحاد الأسرة الحاكمة بملكيّة إسبانية موحدة تحت حكم آل بوربون الجدد. وكان غزو جزيرة ميورقة الحلقة الأخيرة من حرب الخلافة الإسبانية. حدث ذلك في 2 يوليو من عام 1715 عندما استسلمت الجزيرة لوصول أسطول بوربون. وفي عام 1716، جعلت مراسيم نويفا بلانتا ميورقة جزءًا من مقاطعة باليريس الإسبانية، وهي تقريبًا نفس مقاطعة جزر البليار الحالية ومجتمعها المستقل.

### القرن العشرين إلى اليوم
كانت ميورقة معقلًا قوميًا في بداية الحرب الأهلية الإسبانية، وقد تعرضت لحرب برمائية في 16 أغسطس من عام 1936، بهدف طرد القوميين من ميورقة واستعادة الجزيرة للجمهوريين. إلا أنه على الرغم من عدد الجمهوريين الذي فاق عدد خصومهم بشكل كبير، وتقدُّمهم مسافة 12 كيلومترًا (7.5 ميل) إلى الداخل، أجبرتهم القوة الجوية القومية المتفوقة التي قدمتها إيطاليا الفاشية بشكل أساس، كجزء من الاحتلال الإيطالي لميورقة، على التراجع ومغادرة الجزيرة بالكامل مع حلول الثاني عشر من شهر سبتمبر. تُعرف هذه الأحداث باسم معركة ميورقة.
تحولت الجزيرة مع توافد السياحة الجماعية في خمسينيات القرن العشرين، إلى وجهةٍ للزوار الأجانب وجذبت كذلك عديدًا من عمال الخدمة من البر الرئيس لإسبانيا. وقد أدى ازدهار السياحة إلى نمو بالما على نحوٍ ملحوظ.
اجتذبت إعادة التطوير الحضري في القرن الحادي والعشرين، ضمن إطار ما يسمى بلا ميرال (بالإنجليزية «خطة المرآة»)، مجموعات من العمال المهاجرين من خارج الاتحاد الأوروبي، وخاصة من أفريقيا وأمريكا الجنوبية.

#### آثار ميورقة
اكتشف علماء الآثار في سبتمبر من عام 2019 سيفًا بحالة جيدة يعود إلى العصر البرونزي ويبلغ عمره 3200 عام، وكانت حملة التنقيب بقيادة جاومي ديا وبابلو غاليرا، في جزيرة ميورقة في بويغبونينت من موقع النصب الحجري المسمى تالايوت. افترض الخبراء أن هذا السلاح صنع عندما كانت الثقافة التالايوتية في حالة انهيار حَرِج. وسيُعرض السيف في متحف ميورقة المجاور.

## المناخ
مناخ ميورقة هو مناخ البحر الأبيض المتوسط (كوبين: وكالة الفضاء الكندية)، مع شتاء معتدل وعاصف وصيف حار ومشرق.
| البيانات المناخية لـPalma de Mallorca (Satellite view) | البيانات المناخية لـPalma de Mallorca (Satellite view) | البيانات المناخية لـPalma de Mallorca (Satellite view) | البيانات المناخية لـPalma de Mallorca (Satellite view) | البيانات المناخية لـPalma de Mallorca (Satellite view) | البيانات المناخية لـPalma de Mallorca (Satellite view) | البيانات المناخية لـPalma de Mallorca (Satellite view) | البيانات المناخية لـPalma de Mallorca (Satellite view) | البيانات المناخية لـPalma de Mallorca (Satellite view) | البيانات المناخية لـPalma de Mallorca (Satellite view) | البيانات المناخية لـPalma de Mallorca (Satellite view) | البيانات المناخية لـPalma de Mallorca (Satellite view) | البيانات المناخية لـPalma de Mallorca (Satellite view) | البيانات المناخية لـPalma de Mallorca (Satellite view) |
| الشهر                                                  | يناير                                                  | فبراير                                                 | مارس                                                   | أبريل                                                  | مايو                                                   | يونيو                                                  | يوليو                                                  | أغسطس                                                  | سبتمبر                                                 | أكتوبر                                                 | نوفمبر                                                 | ديسمبر                                                 | المعدل السنوي                                          |
| ------------------------------------------------------ | ------------------------------------------------------ | ------------------------------------------------------ | ------------------------------------------------------ | ------------------------------------------------------ | ------------------------------------------------------ | ------------------------------------------------------ | ------------------------------------------------------ | ------------------------------------------------------ | ------------------------------------------------------ | ------------------------------------------------------ | ------------------------------------------------------ | ------------------------------------------------------ | ------------------------------------------------------ |
| متوسط درجة الحرارة الكبرى °م (°ف)                      | 15.2 (59.4)                                            | 15.7 (60.3)                                            | 17.1 (62.8)                                            | 18.7 (65.7)                                            | 22.1 (71.8)                                            | 25.9 (78.6)                                            | 29.9 (85.8)                                            | 30.5 (86.9)                                            | 28.1 (82.6)                                            | 23.4 (74.1)                                            | 19.2 (66.6)                                            | 16.5 (61.7)                                            | 21.6 (70.9)                                            |
| المتوسط اليومي °م (°ف)                                 | 11.7 (53.1)                                            | 12.1 (53.8)                                            | 13.3 (55.9)                                            | 15.0 (59.0)                                            | 18.4 (65.1)                                            | 22.1 (71.8)                                            | 25.1 (77.2)                                            | 25.9 (78.6)                                            | 23.4 (74.1)                                            | 19.7 (67.5)                                            | 15.7 (60.3)                                            | 13.0 (55.4)                                            | 17.9 (64.2)                                            |
| متوسط درجة الحرارة الصغرى °م (°ف)                      | 8.3 (46.9)                                             | 8.5 (47.3)                                             | 9.5 (49.1)                                             | 11.3 (52.3)                                            | 14.7 (58.5)                                            | 18.4 (65.1)                                            | 21.3 (70.3)                                            | 22.2 (72.0)                                            | 19.8 (67.6)                                            | 16.1 (61.0)                                            | 12.1 (53.8)                                            | 9.7 (49.5)                                             | 14.3 (57.7)                                            |
| الهطول مم (إنش)                                        | 43 (1.7)                                               | 34 (1.3)                                               | 26 (1.0)                                               | 43 (1.7)                                               | 30 (1.2)                                               | 11 (0.4)                                               | 5 (0.2)                                                | 17 (0.7)                                               | 39 (1.5)                                               | 68 (2.7)                                               | 58 (2.3)                                               | 45 (1.8)                                               | 427 (16.8)                                             |
| متوسط أيام هطول الأمطار (≥ 1 mm)                       | 5                                                      | 5                                                      | 4                                                      | 6                                                      | 4                                                      | 2                                                      | 1                                                      | 1                                                      | 4                                                      | 7                                                      | 6                                                      | 6                                                      | 52                                                     |
| ساعات سطوع الشمس الشهرية                               | 165                                                    | 168                                                    | 204                                                    | 231                                                    | 280                                                    | 307                                                    | 342                                                    | 313                                                    | 228                                                    | 204                                                    | 165                                                    | 154                                                    | 2٬763                                                  |
| المصدر: Agencia Estatal de Meteorología                |                                                        |                                                        |                                                        |                                                        |                                                        |                                                        |                                                        |                                                        |                                                        |                                                        |                                                        |                                                        |                                                        |

| البيانات المناخية لـمطار بالما دي مايوركا (Satelitte view) | البيانات المناخية لـمطار بالما دي مايوركا (Satelitte view) | البيانات المناخية لـمطار بالما دي مايوركا (Satelitte view) | البيانات المناخية لـمطار بالما دي مايوركا (Satelitte view) | البيانات المناخية لـمطار بالما دي مايوركا (Satelitte view) | البيانات المناخية لـمطار بالما دي مايوركا (Satelitte view) | البيانات المناخية لـمطار بالما دي مايوركا (Satelitte view) | البيانات المناخية لـمطار بالما دي مايوركا (Satelitte view) | البيانات المناخية لـمطار بالما دي مايوركا (Satelitte view) | البيانات المناخية لـمطار بالما دي مايوركا (Satelitte view) | البيانات المناخية لـمطار بالما دي مايوركا (Satelitte view) | البيانات المناخية لـمطار بالما دي مايوركا (Satelitte view) | البيانات المناخية لـمطار بالما دي مايوركا (Satelitte view) | البيانات المناخية لـمطار بالما دي مايوركا (Satelitte view) |
| الشهر                                                      | يناير                                                      | فبراير                                                     | مارس                                                       | أبريل                                                      | مايو                                                       | يونيو                                                      | يوليو                                                      | أغسطس                                                      | سبتمبر                                                     | أكتوبر                                                     | نوفمبر                                                     | ديسمبر                                                     | المعدل السنوي                                              |
| ---------------------------------------------------------- | ---------------------------------------------------------- | ---------------------------------------------------------- | ---------------------------------------------------------- | ---------------------------------------------------------- | ---------------------------------------------------------- | ---------------------------------------------------------- | ---------------------------------------------------------- | ---------------------------------------------------------- | ---------------------------------------------------------- | ---------------------------------------------------------- | ---------------------------------------------------------- | ---------------------------------------------------------- | ---------------------------------------------------------- |
| متوسط درجة الحرارة الكبرى °م (°ف)                          | 15.1 (59.2)                                                | 15.5 (59.9)                                                | 17.1 (62.8)                                                | 19.2 (66.6)                                                | 23.3 (73.9)                                                | 27.4 (81.3)                                                | 30.8 (87.4)                                                | 31.0 (87.8)                                                | 27.7 (81.9)                                                | 23.2 (73.8)                                                | 18.8 (65.8)                                                | 16.1 (61.0)                                                | 22.1 (71.8)                                                |
| المتوسط اليومي °م (°ف)                                     | 9.3 (48.7)                                                 | 9.7 (49.5)                                                 | 10.8 (51.4)                                                | 12.9 (55.2)                                                | 16.9 (62.4)                                                | 21.0 (69.8)                                                | 24.0 (75.2)                                                | 24.6 (76.3)                                                | 21.8 (71.2)                                                | 17.7 (63.9)                                                | 13.2 (55.8)                                                | 10.6 (51.1)                                                | 16.0 (60.8)                                                |
| متوسط درجة الحرارة الصغرى °م (°ف)                          | 3.5 (38.3)                                                 | 3.8 (38.8)                                                 | 4.5 (40.1)                                                 | 6.5 (43.7)                                                 | 10.5 (50.9)                                                | 14.6 (58.3)                                                | 17.3 (63.1)                                                | 18.2 (64.8)                                                | 15.9 (60.6)                                                | 12.2 (54.0)                                                | 7.6 (45.7)                                                 | 5.2 (41.4)                                                 | 10.0 (50.0)                                                |
| الهطول مم (إنش)                                            | 36 (1.4)                                                   | 32 (1.3)                                                   | 28 (1.1)                                                   | 34 (1.3)                                                   | 27 (1.1)                                                   | 16 (0.6)                                                   | 7 (0.3)                                                    | 16 (0.6)                                                   | 48 (1.9)                                                   | 68 (2.7)                                                   | 48 (1.9)                                                   | 46 (1.8)                                                   | 410 (16.1)                                                 |
| متوسط أيام هطول الأمطار (≥ 1 mm)                           | 5                                                          | 5                                                          | 5                                                          | 5                                                          | 4                                                          | 2                                                          | 1                                                          | 2                                                          | 4                                                          | 6                                                          | 6                                                          | 6                                                          | 51                                                         |
| ساعات سطوع الشمس الشهرية                                   | 166                                                        | 167                                                        | 201                                                        | 229                                                        | 281                                                        | 307                                                        | 338                                                        | 312                                                        | 224                                                        | 204                                                        | 169                                                        | 155                                                        | 2٬756                                                      |
| المصدر: Agencia Estatal de Meteorología                    |                                                            |                                                            |                                                            |                                                            |                                                            |                                                            |                                                            |                                                            |                                                            |                                                            |                                                            |                                                            |                                                            |

## المناطق الاداريه

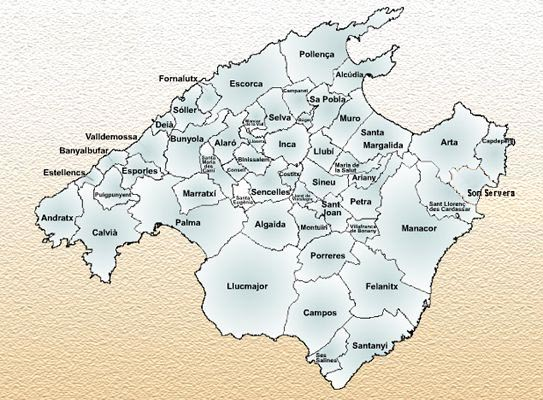
بلديات ميورقة

وتنقسم الجزيرة إداريا إلى هذه البلديات:
| - الارو - ألكوديا - الجاديا - أندراتكس - ارياني - أرتا - بانيالبوفار - بينيسالم - بوجير - بونيولا - كالفيا - كامبانيت - كامبوس - كابيبيرا - كانسيل - كوستيتكس - ديا - اسكورسا | - إسبورليس - استلينكس - فيلانيتش - فورنالوتش - الإنكا - يوريت دي فيستلقرا - لوسيتا - لوبي - لكماهور - ماناكور - مينكور دي لا فال - ماريا دي لا سالو - ميرتسك - ماونتيري - مورو - بالما - بترا - سا بوبلا | - ميورقة - بوريروس - بويجبونينت - سانتا يوجينيا - سانتا مارجاليدا - سانتا ماريا ديل كامي - سانتانيي - سانت جوان - سانت يورينس قصر كارداسار - سيلفا - سينسالس - سيس سالينيس - سينو - سولير - سون سيرفيرا - فالديموسا - فيلافرانكا دي بونمي |

## معرض الصور

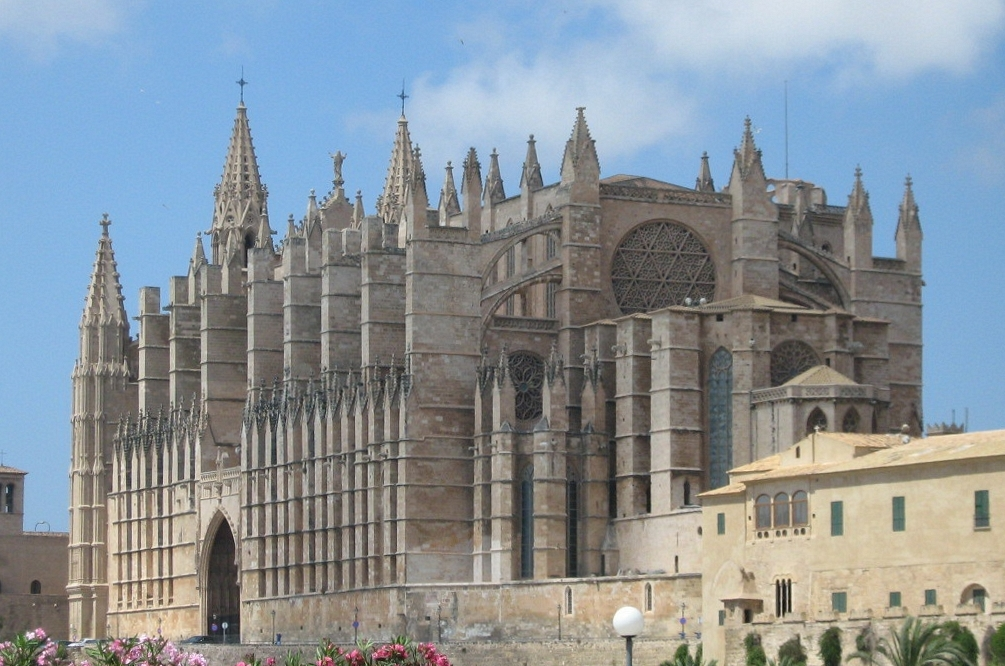
كاتدرائية بالما دي ميورقة
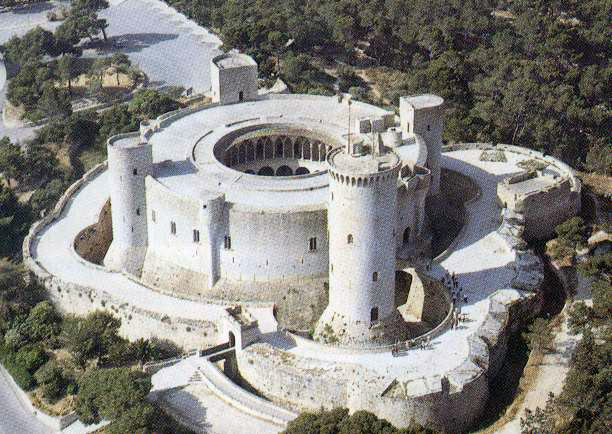
قلعة بيلفير
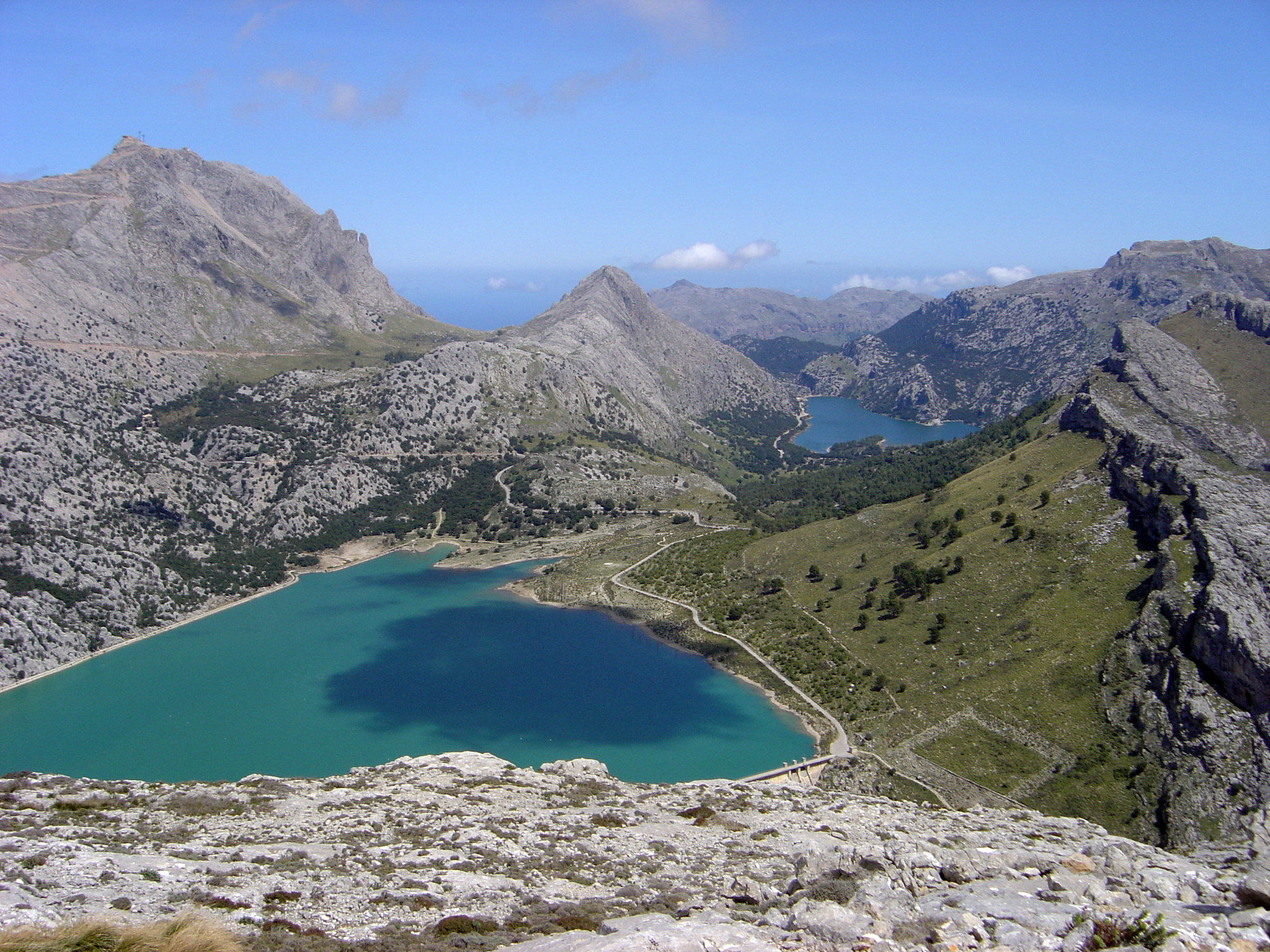
بحيرات جورج وبلاو
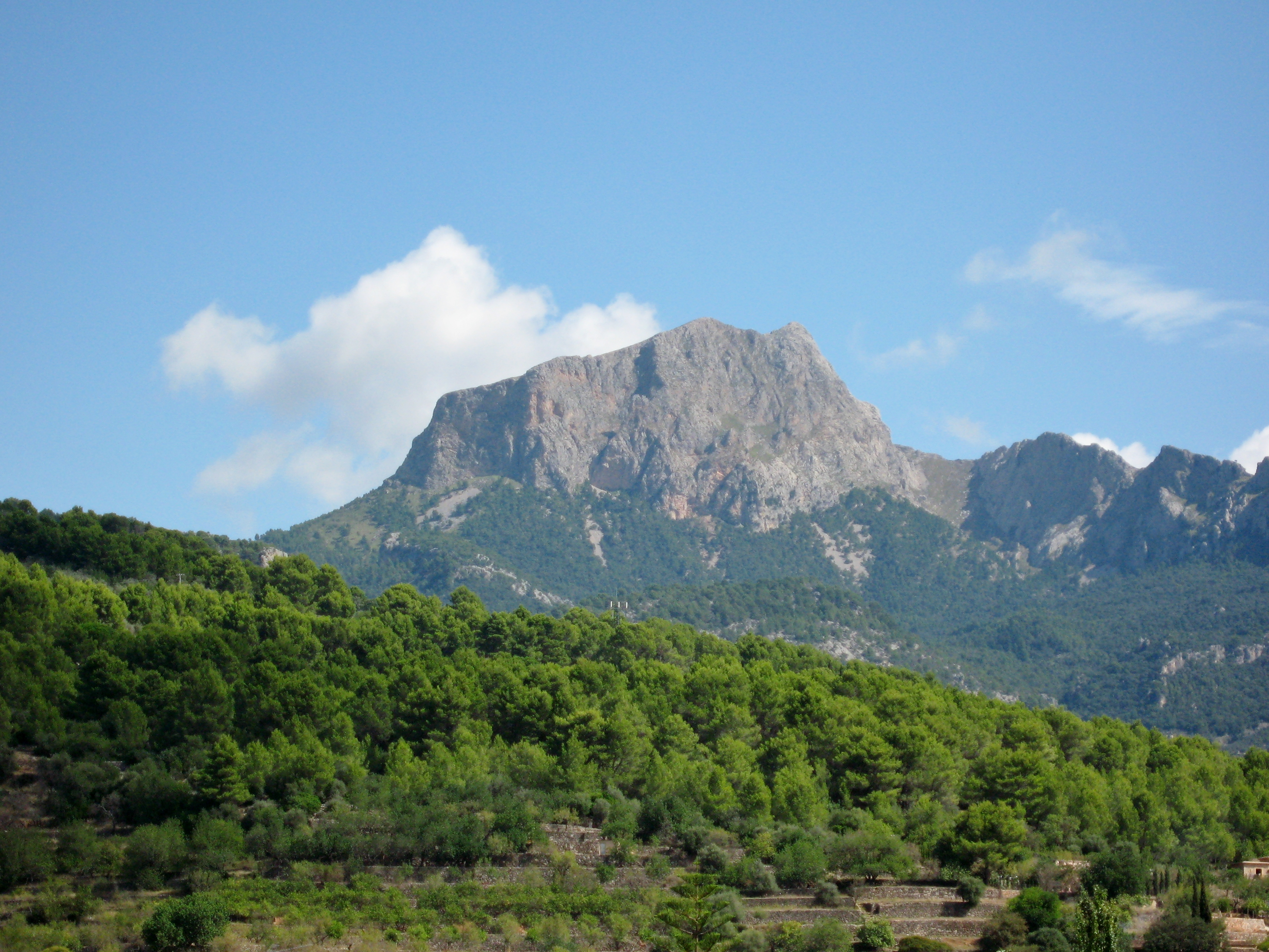
بويغ ميجور، أعلى قمة على ميورقة
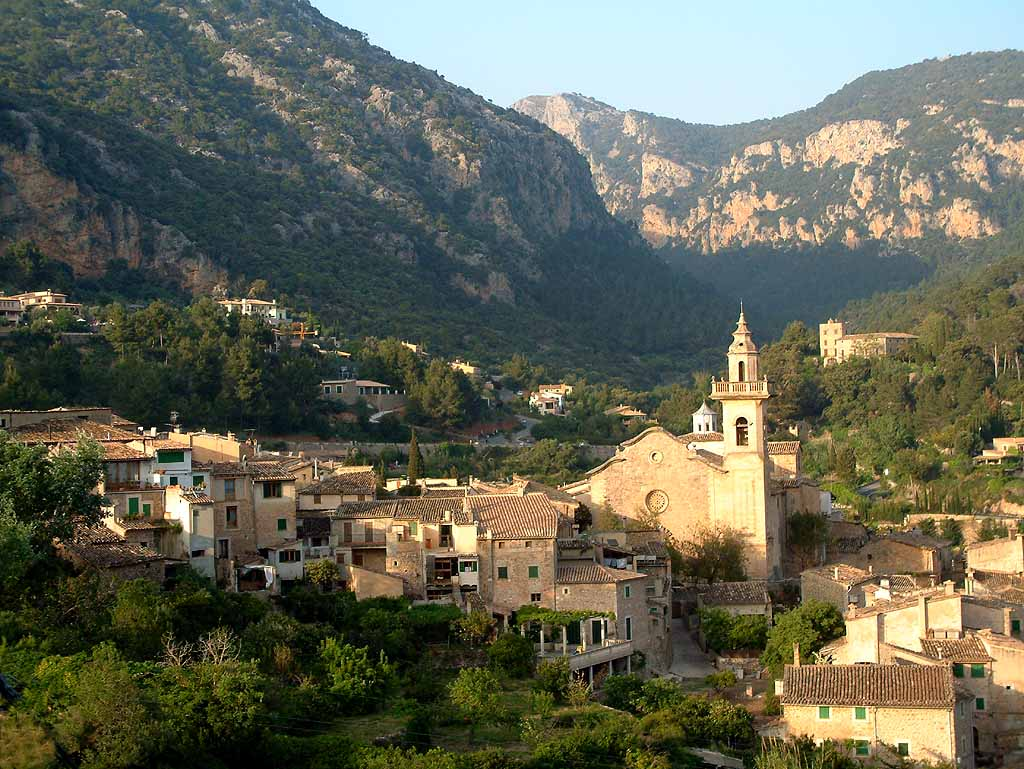
فالديموسا
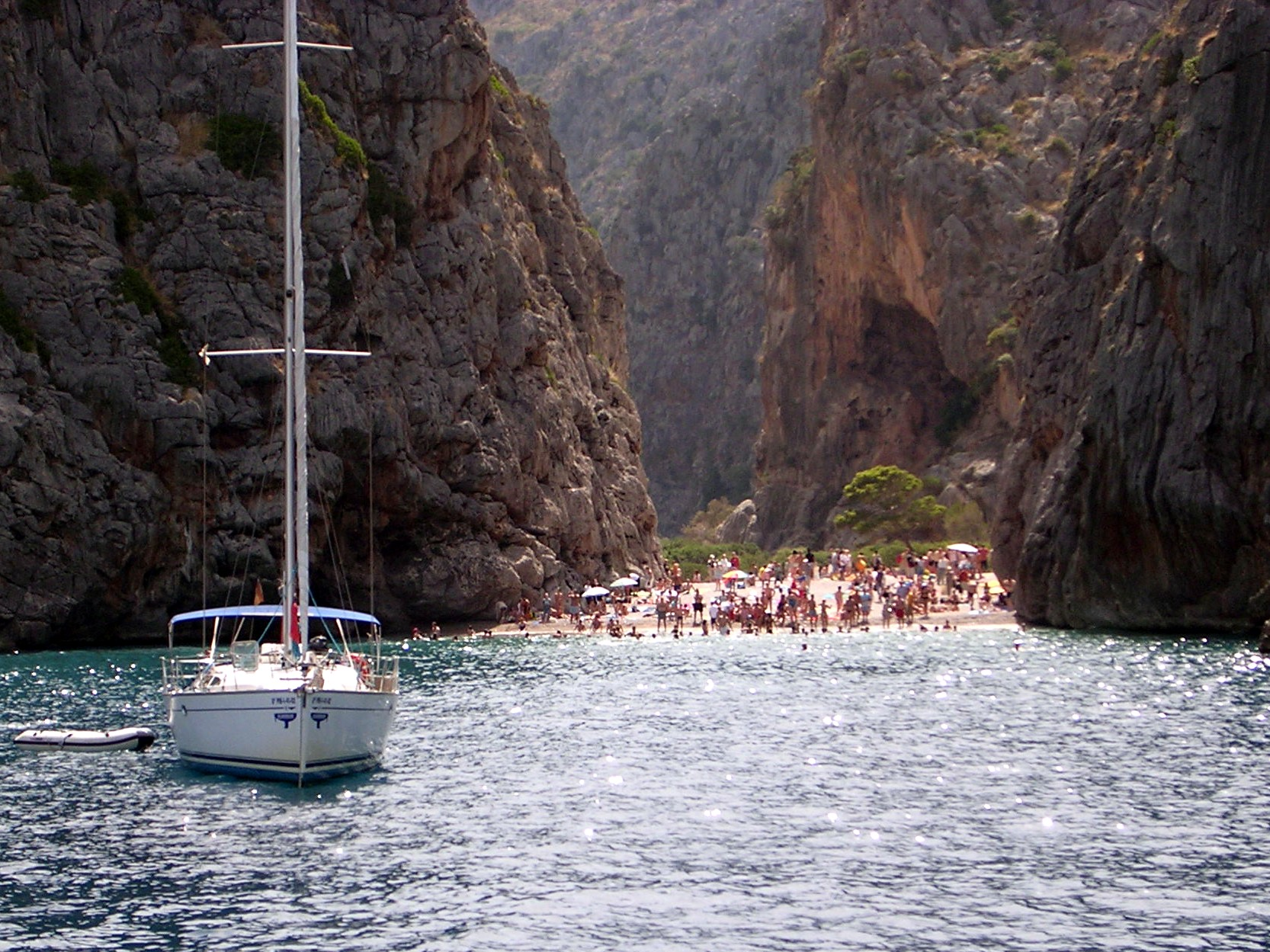
سا كالبرا، سكورسا
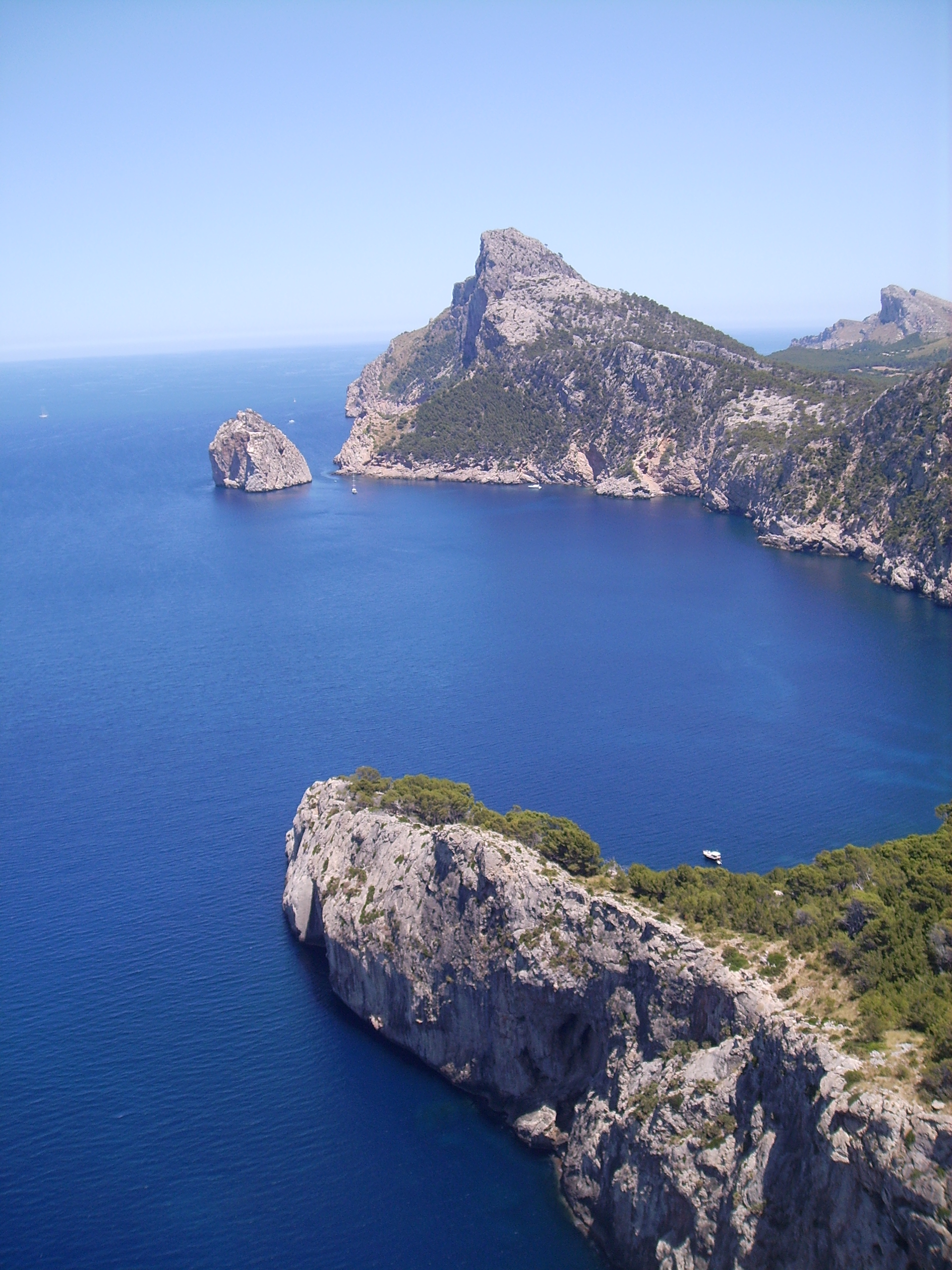
منطقة فورمينتور
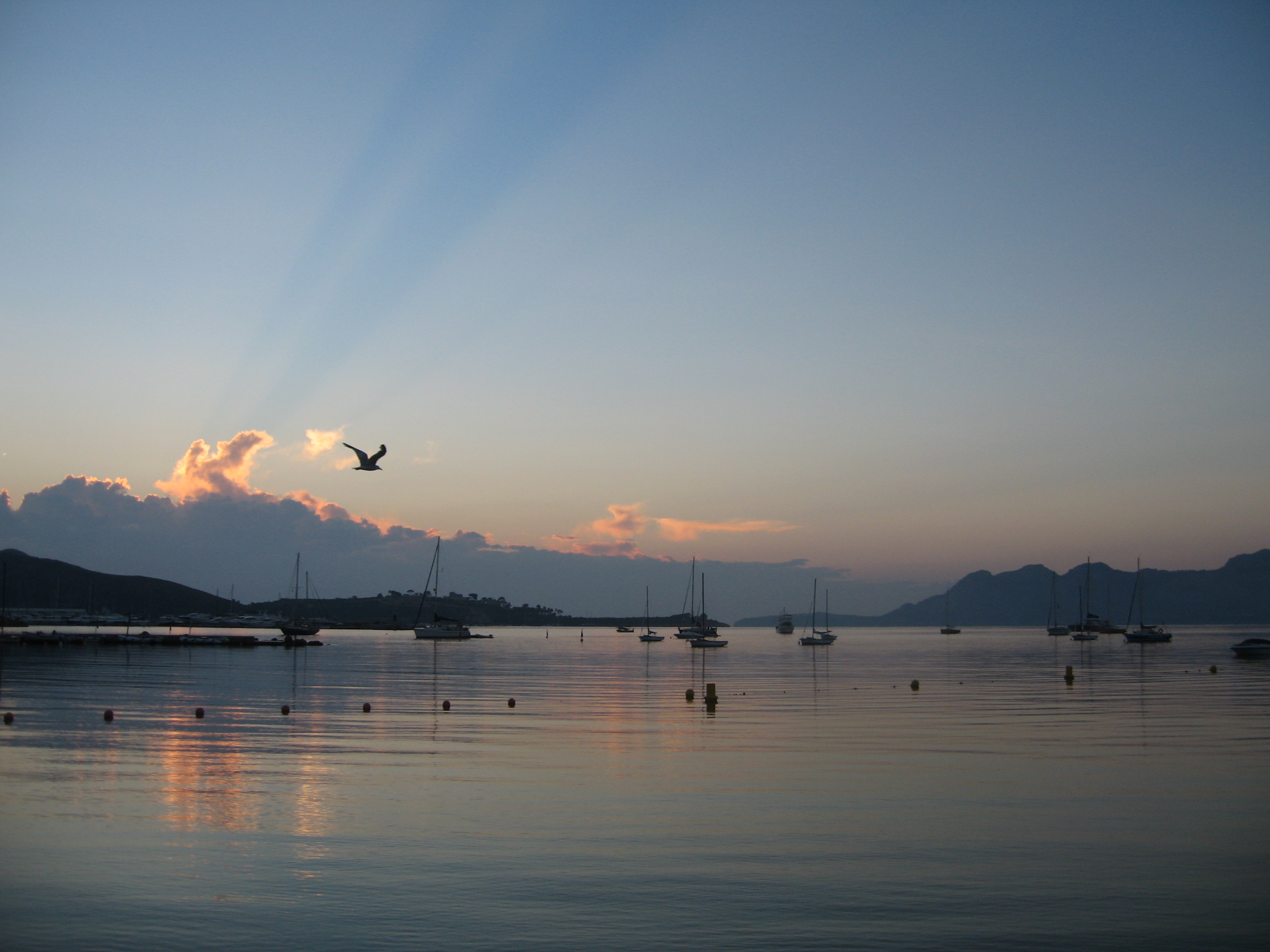
شروق الشمس عبر خليج بولينسا، بولينكا
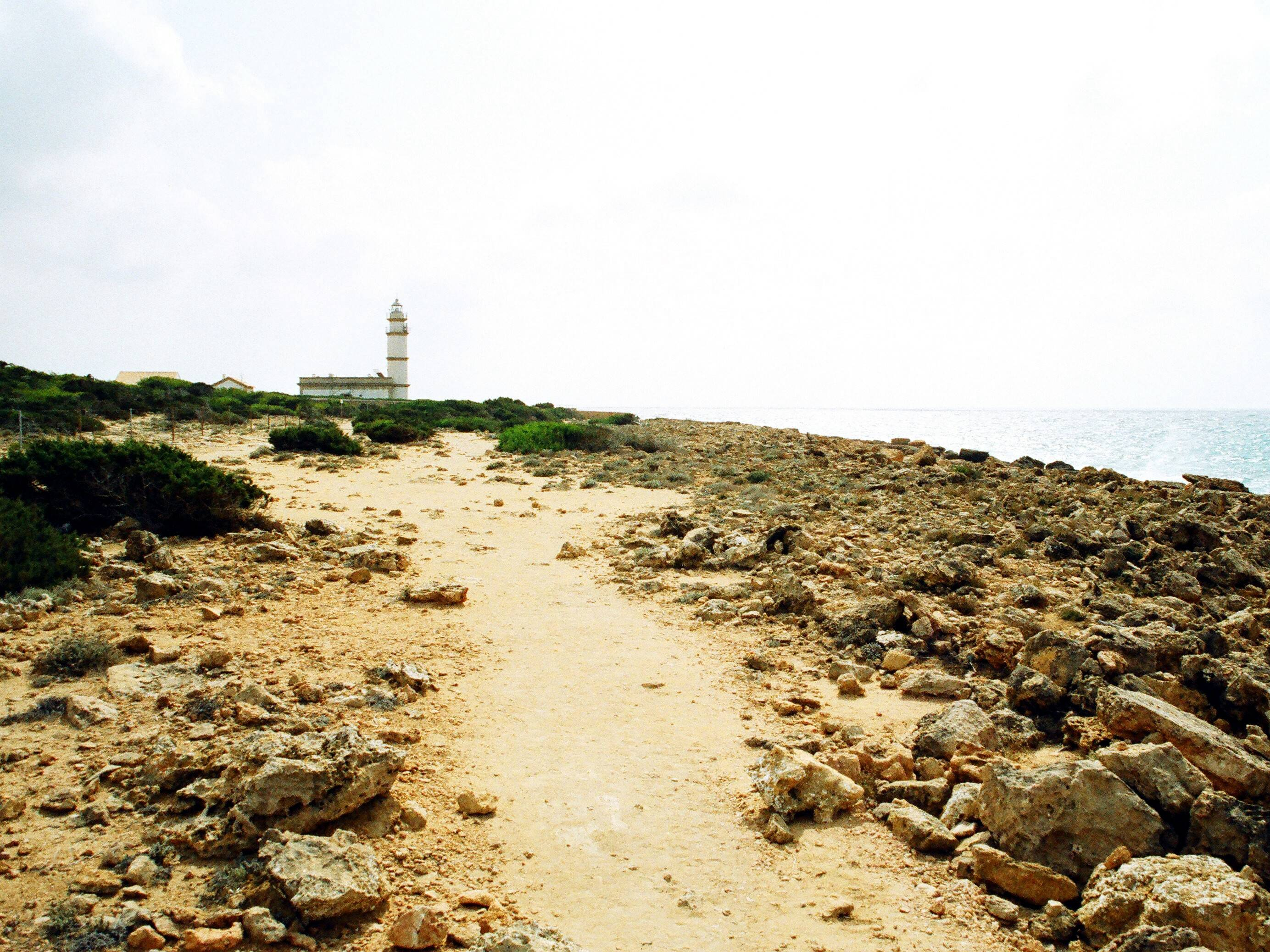
كاب دي سيس سالينيس
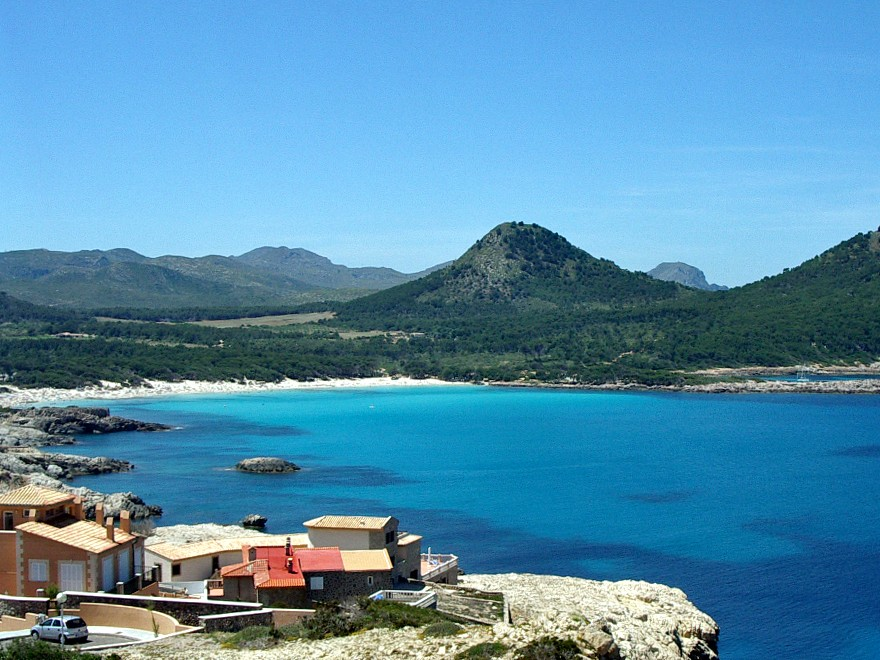
كالا اجولا

## الأعلام
- عبد الله بن عبد الله الترجمان (أبو محمد الترجمان)
- الحميدي

## أنظر ايضا
- مرصد مايوركا الفلكي